# Tropicomyia polyphaga
Tropicomyia polyphaga är en tvåvingeart som beskrevs av Spencer 1961. Tropicomyia polyphaga ingår i släktet Tropicomyia och familjen minerarflugor. Inga underarter finns listade i Catalogue of Life.